# Malta nos Jogos Olímpicos de Verão de 2024
Malta participou dos Jogos Olímpicos de Verão de 2024, realizados em Paris, na França. Foi a 18.ª aparição do país nos Jogos Olímpicos de Verão desde a estreia em Amsterdã 1928.
Foi representado por cinco atletas que competiram em quatro esportes, mas nenhum conquistou medalhas.

## Competidores
Esta foi a participação por modalidade nesta edição:
| Esporte   | Masculino | Feminino | Total |
| --------- | --------- | -------- | ----- |
| Atletismo | 1         | 0        | 1     |
| Judô      | 0         | 1        | 1     |
| Natação   | 1         | 1        | 2     |
| Tiro      | 1         | 0        | 1     |
| Total     | 3         | 2        | 5     |

## Desempenho

### Atletismo
Masculino
Eventos de pista
| Atleta       | Evento | Preliminar | Preliminar | Baterias    | Baterias    | Semifinal   | Semifinal   | Final       | Final       | Ref.  |
| Atleta       | Evento | Tempo      | Pos.       | Tempo       | Pos.        | Tempo       | Pos.        | Tempo       | Pos.        | Ref.  |
| ------------ | ------ | ---------- | ---------- | ----------- | ----------- | ----------- | ----------- | ----------- | ----------- | ----- |
| Beppe Grillo | 100 m  | 10.69      | 5          | Não avançou | Não avançou | Não avançou | Não avançou | Não avançou | Não avançou | [ 5 ] |

### Judô
Feminino
| Atleta           | Evento    | Primeira fase           | Oitavas              | Quartas              | Semifinais           | Repescagem           | Final / DB           | Final / DB | Ref.  |
| Atleta           | Evento    | Adversário Resultado    | Adversário Resultado | Adversário Resultado | Adversário Resultado | Adversário Resultado | Adversário Resultado | Pos.       | Ref.  |
| ---------------- | --------- | ----------------------- | -------------------- | -------------------- | -------------------- | -------------------- | -------------------- | ---------- | ----- |
| Katryna Esposito | Até 48 kg | MGL B Bavuudorj D 00–10 | Não avançou          | Não avançou          | Não avançou          | Não avançou          | Não avançou          | =17        | [ 6 ] |

### Natação
Masculino
| Atleta        | Evento     | Eliminatórias | Eliminatórias | Semifinal   | Semifinal   | Final       | Final       | Ref.  |
| Atleta        | Evento     | Tempo         | Pos.          | Tempo       | Pos.        | Tempo       | Pos.        | Ref.  |
| ------------- | ---------- | ------------- | ------------- | ----------- | ----------- | ----------- | ----------- | ----- |
| Kyle Micallef | 50 m livre | 22.89         | 41            | Não avançou | Não avançou | Não avançou | Não avançou | [ 7 ] |

Feminino
| Atleta     | Evento       | Eliminatórias | Eliminatórias | Semifinal | Semifinal | Final       | Final       | Ref.  |
| Atleta     | Evento       | Tempo         | Pos.          | Tempo     | Pos.      | Tempo       | Pos.        | Ref.  |
| ---------- | ------------ | ------------- | ------------- | --------- | --------- | ----------- | ----------- | ----- |
| Sasha Gatt | 1500 m livre | 17:00.54      | 16            | —         | —         | Não avançou | Não avançou | [ 8 ] |

### Tiro
Masculino
| Atleta            | Evento         | Qualificação | Qualificação | Final       | Final       | Ref.  |
| Atleta            | Evento         | Marca        | Pos.         | Marca       | Pos.        | Ref.  |
| ----------------- | -------------- | ------------ | ------------ | ----------- | ----------- | ----- |
| Gianluca Chetcuti | Fossa olímpica | 116          | 29           | Não avançou | Não avançou | [ 9 ] |